# Pata Pata
Pata Pata – album Miriam Makeby wydany w 1967, którego reedycja wydana w państwach europejskich przypadła na 1972. 

## Lista utworów
1. Pata Pata
2. Ha Po Zamani
3. What Is Love
4. Maria Fulo
5. Yetentu Tizaleny
6. Click Song Number 1
7. Ring Bell, Ring Bell
8. Jol'inkomo
9. West Wind
10. Saduva
11. A Piece of Ground